# 12-es főút
12-es főút (ungarisch für ‚Hauptstraße 12‘) ist eine ungarische Hauptstraße. Sie führt von Szob an der Mündung des die Grenze zur Slowakei bildenden Ipeľ (ungarisch: Ipoly; deutsch: Eipel) in die Donau auf deren orographisch linken Ufer durch das Donauknie über Nagymaros (deutsch: Freistadt) bis zu ihrer Einmündung in die 2-es főút rund 5 km nördlich von Vác (deutsch: Waitzen). Dort besteht auch ein Anschluss an die Autobahn Autópálya M2 (Europastraße 77).
Die Gesamtlänge der Straße beträgt 27 Kilometer.